# Alberto Buccicardi
Alberto Amadeo Francisco Buccicardi Ferrari, bei der FIFA auch als Arturo Bucciardi geführt, (* 11. Mai 1914 in Santiago de Chile; † 8. Dezember 1970) war ein chilenischer Fußballspieler und -trainer. Unter anderem führte er die Nationalmannschaft Chiles zur Weltmeisterschaft 1950 nach Brasilien.

## Vereinskarriere
Alberto Buccicardi war von 1939 bis 1945 bei Universidad Católica aktiv. Zugleich war Buccicardi Journalist bei der Fußballzeitschrift Estadio.

## Trainerkarriere
Als Trainer war Alberto Buccicardi auch mehrmals bei Universidad Católica tätig und führte den Klub 1949 zu seinem ersten Meistertitel. Dabei setzte er auf gestandene Spieler wie Sergio Livingstone oder José Manuel Moreno Fernández und junge Talente wie Fernando Riera, Raimundo Infante oder Andrés Prieto.
Als Nationaltrainer von Chile nahm Buccicardi an der Weltmeisterschaft 1950 in Brasilien teil. Das Fundament des Kaders bildeten Spieler seines Klubs Universidad Católica. Nach den Niederlagen gegen England und Spanien in den ersten beiden Gruppenspielen gewann Chile im letzten Spiel gegen die USA mit 5:2. La Roja belegte somit den dritten Rang in der Gruppe, in der nur der Gruppensieger in die Finalrunde kam.
1957 gewann Alberto Buccicardi die Meisterschaft der Segunda División mit Deportes La Serena. Nach seiner Trainerkarriere war er weiterhin als Journalist für Estadio tätig.

## Erfolge
Universidad Católica
- Chilenischer Meister: 1949

Deportes La Serena
- Meister der Segunda División: 1957